# Ligne de Kongsvinger
La ligne de Kongsvinger est une ligne ferroviaire norvégienne entre Lillestrøm et la frontière suédoise à Charlottenberg.

## Histoire
La ligne de Kongsvinger (en norvégien Kongsvingerbanen) relie Lillestrøm à Charlottenberg à la frontière suédoise. La ligne fut inaugurée le 3 octobre 1862. Elle est la deuxième plus ancienne ligne ferroviaire de Norvège après la Hovedbanen. La ligne a été électrifiée en 1951.

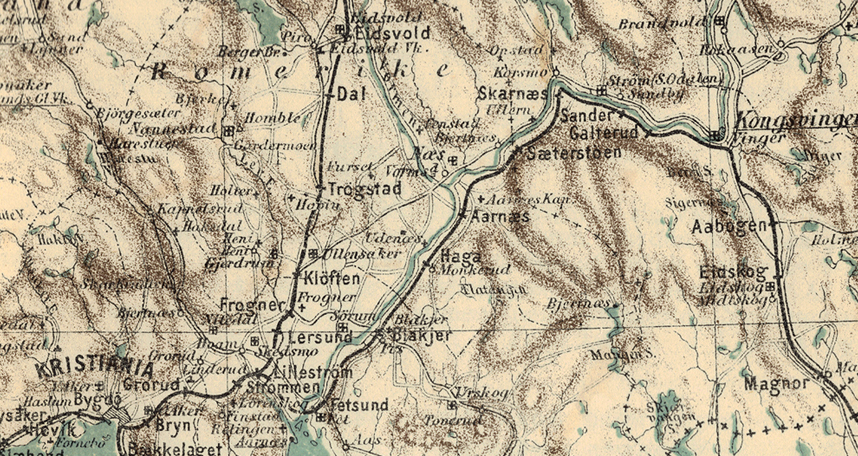
Carte de la ligne de Kongsvinger (1884)

## Ligne

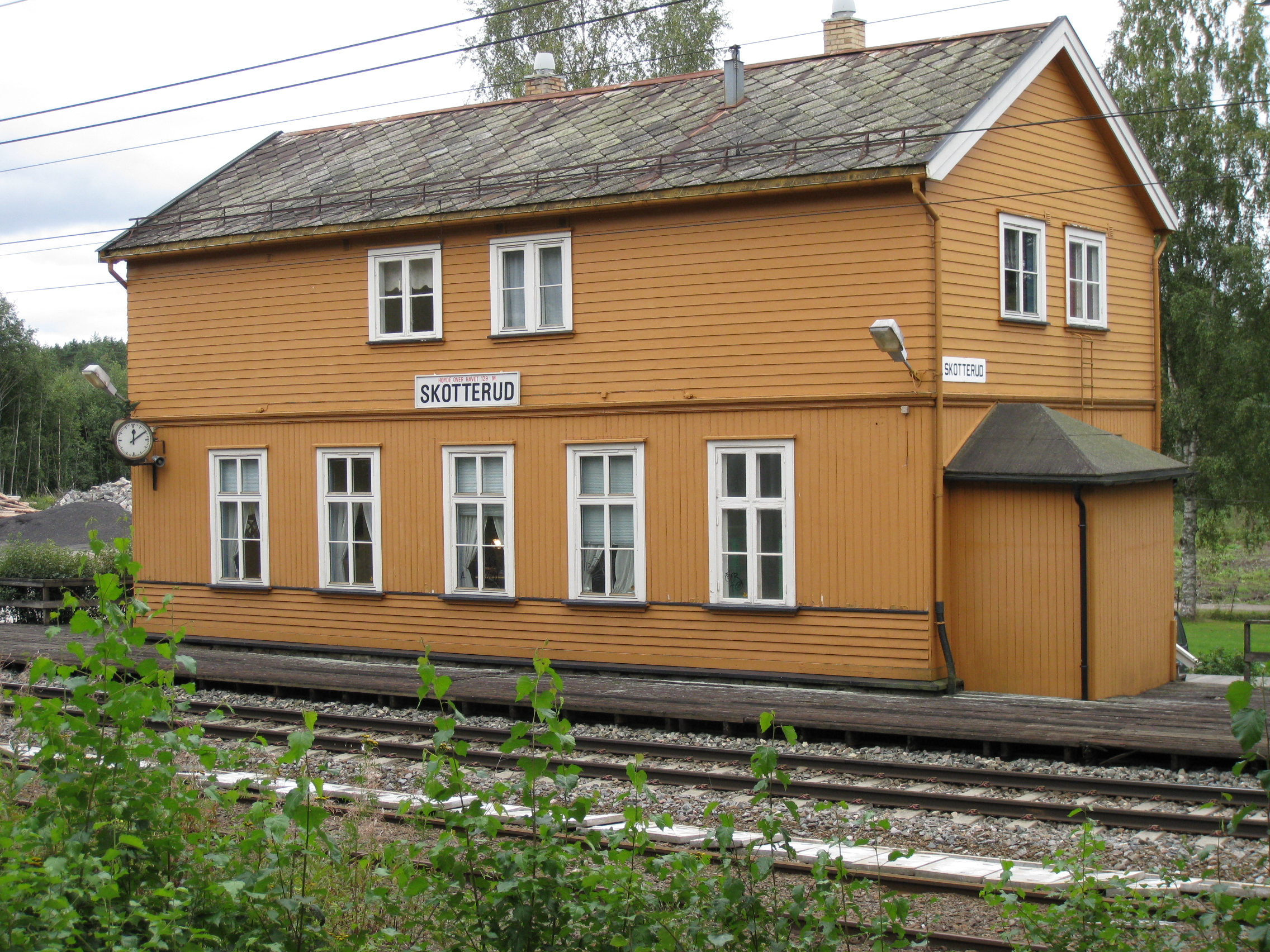
Station de Skotterud

À la gare de Kongsvinger se trouve une jonction : la ligne principale descend au sud et continue sur Charlottenberg ; cette partie aujourd'hui rattachée à la ligne de Kongsvinger s'appelait plus tôt la ligne de la frontière. L'autre ligne, la ligne de Solør - maintenant fermé au trafic passager - mène au nord jusqu'à Elverum. L'ensemble du tronçon entre Kongsvinger et Charlottenberg, est de 115 km de long. 
À Sørumsand, un vieux chemin de fer à voie étroite faisant partie du patrimoine ferroviaire norvégien et appelé Tertitten fonctionne pendant l'été.
Le service passager se fait à l'aide de nombreuses rames automotrices qui vont d'Oslo à Årnes avec quelques trains qui continuent jusqu'à Kongsvinger.
Le service passager traversant la frontière jusqu'à Stockholm était assuré par la société Linx AB tandis que le service passager jusqu'à Karlstad était assuré par la société Kungspilen. La faible fréquentation a poussé les opérateurs à suspendre les lignes, toutefois la desserte jusqu'à Stockholm existe toujours mais n'est plus journalière. 
La fréquentation étant repartie à la hausse, la compagnie ferroviaire suédoise SJ a rétabli le trafic quotidien à partir du 7 novembre 2007. Nonobstant le fait que la durée du trajet soit de 90 minutes plus long qu'avec la compagnie Linx AB. En fait, une fois franchie la frontière norvégienne, les trains se comportent comme des trains locaux en s'arrêtant à toutes les gares jusqu'au 9 décembre 2012 où 4 gares furent fermées à la circulation et 2 haltes ferroviaires desservies uniquement aux heures de pointe.  L'autorité de la circulation locale dans le Värmland exploite des trains avec un motif de trafic similaire entre Oslo et Karlstad. Ils disposent d'une connexion avec les trains à grande vitesse SJ2000 entre Karlstad et Stockholm. Les trains suédois ont, entre Oslo et Kongsvinger, remplacé certains trains norvégiens locaux et les opérateurs suédois obtiennent un financement norvégien, à la condition de fonctionner comme des trains locaux en Norvège.

## Gares desservies
- Lillestrøm
- Tuen
- Nerdrum
- Fetsund
- Svingen
- Sørumsand
- Blaker
- Rånåsfoss
- Auli
- Haga
- Bodung
- Årnes
- Skarnes
- Kongsvinger
- Charlottenberg